# Zuleyka Rivera
Zuleyka Jerris Rivera Mendoza (Cayey, 3 de Outubro de 1987) é uma rainha da beleza e atriz portorriquenha, eleita Miss Universo 2006. Com dezoito anos de idade, foi uma das mais jovens a ser coroada Miss Universo.

## Miss Universo 2006
Foi eleita  em concurso realizado no Shrine Auditorium em Los Angeles, Califórnia, Estados Unidos, em 23 de julho de 2006, desbancando 85 participantes de todo mundo. Foi a quinta porto-riquenha a ostentar esse título, fazendo com que o país se tornasse o terceiro colocado no ranking de conquistas, atrás apenas dos EUA e da Venezuela.
Nascida em Cayey mas criada em Salinas, única menina entre três filhos e uma veterana participante de concursos de beleza em seu país desde a infância, foi representando a segunda cidade que se elegeu Miss Porto Rico 2006, ganhando o direito de representar o país no Miss Universo, concurso que também venceria. Rivera, porém, teve um reinado bastante atribulado. Ainda ao final do concurso, poucos minutos após a coroação e a caminho dos bastidores, quando conversava com jornalistas, ela desmaiou e precisou ser carregada por seguranças. Foi socorrida pelo namorado da Miss Brasil Rafaela Zanella, um médico, que cortou seu vestido apertadíssimo e feito de fios de aço para que pudesse ventilar e ela respirar normalmente.
Durante seu reinado ela visivelmente engordou, saindo dos padrões exigidos para a função, tornou-se amarga, irritadiça e triste. Durante sua visita à Índia, foi fotografada sempre com o rosto fechado ou expressões enfadonhas. Alguns meses depois de coroada, ela deu uma entrevista à Telemundo falando da dificuldade de exercer o mandato e anunciando sua vontade de renunciar ao título; isto levou a Miss Universe Organization a agir rapidamente, facilitando sua agenda e adequando os compromissos às suas necessidades físicas e emocionais, oferecendo-lhe inclusive aconselhamento psicológico profissional, após isto, ela concordou em terminar o mandato. Sua insatisfação se tornou evidente quando durante a transmissão do Miss Universo 2007, se apresentou para o desfile de despedida sem demonstrar algum sinal de felicidade e com um certo ar de alívio, o que lhe fez agir de maneira displicente no ato de coroar a sua sucessora a japonesa Riyo Mori,quando praticamente "jogou" a coroa na cabeça de Mori.
Anos depois, numa entrevista ao jornal Primera Hora, de Porto Rico, ela confessou o quanto ser Miss Universo a tinha deprimido, devido ao fato de ser ainda muito jovem –  tinha apenas 18 anos quando foi eleita – para conseguir suportar todas as pressões e cobranças que vinham junto com a coroa. 

## Vida após o reinado
Após passar a coroa para a japonesa Riyo Mori no ano seguinte, Zuleyka passou a viver em Nova York, iniciando carreira de atriz na televisão hispânica baseada nos EUA, Telemundo, onde participou de telenovelas como Dame chocolate, Aurora e Alguien te mira. Depois de um período fora da carreira devido à gravidez, ela retornou à televisão em Rosario (2013), outra telenovela para o público hispânico, onde atuou junto a outra Miss Universo, a mexicana Lupita Jones, Miss Universo 1991.
Zuleyka teve um filho em 2010 com o jogador de basquete portorriquenho José Juan Barea, do Minnesota Timberwolves, Sebastian, mas o casal separou-se em 2013.
Em 2017, participa como destaque do videoclipe da canção hit mundial Despacito do cantor Luis Fonsi. Tal videoclipe é o mais visto do youtube.